# Större epålettrupial
Större epålettrupial (Icterus cayanensis) är en fågel i familjen trupialer inom ordningen tättingar.

## Utseende
Större epålettrupial är en liten och slank trupial. Fjäderdräkten är svart med ett guldgult vingband. Nordliga fåglar (chrysocephalus) har även guldgult på huvudet och övergumpen. Könen är lika. 

## Utbredning och systematik
Större epålettrupial delas in i två distinkta underarter:
- I. c. cayanensis – förekommer från Surinam till Franska Guyana, Amazonområdet i Brasilien, östra Peru och östra Bolivia
- I. c. chrysocephalus – förekommer från östra Colombia till Venezuela, Guyana, norra Brasilien, nordöstra Peru och Trinidad

Sedan 2016 urskiljer Birdlife International och naturvårdsunionen IUCN chrysocephalus som den egna arten "morichetrupial". 

## Levnadssätt
Större epålettrupial hittas i öppna områden, ofta nära vatten. Den föredrar tät flodnära växtlighet, skogsbryn och igenväxande hyggor och gläntor.

## Status
IUCN bedömer hotstatus för underarterna, eller arterna, var för sig, båda som livskraftiga.

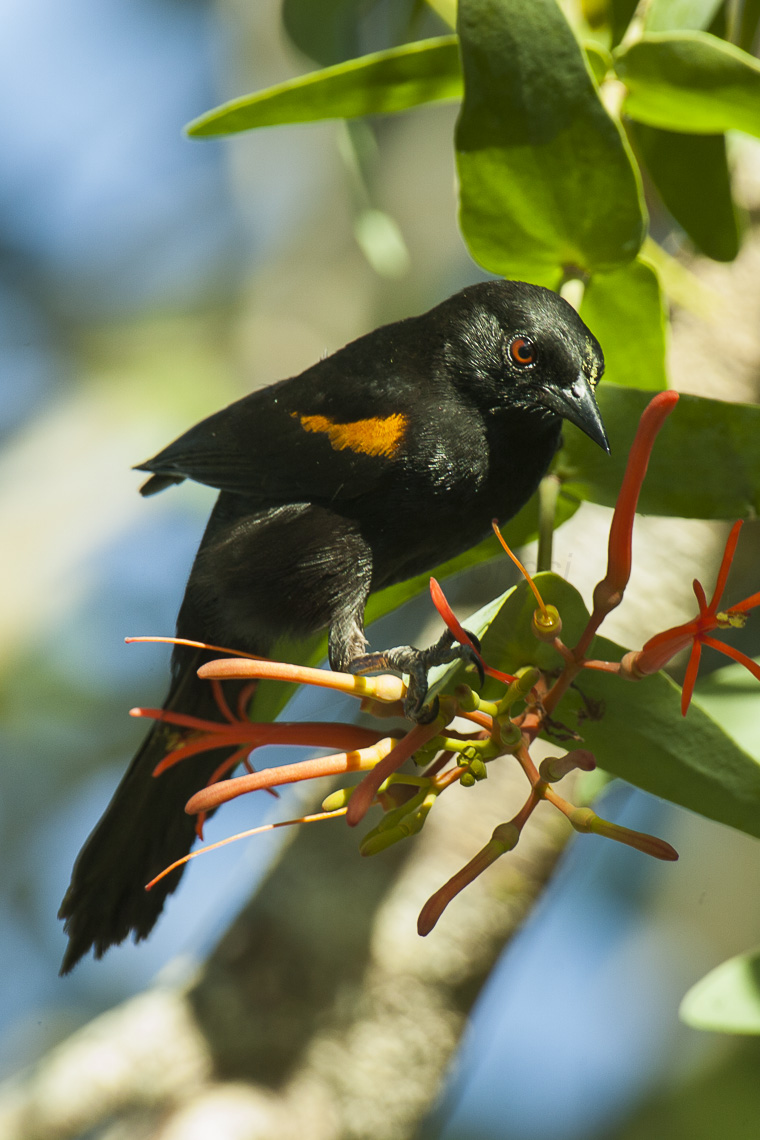